# Miroslav Saic
Miroslav Saic (* 13. července 1943 Klapý, Protektorát Čechy a Morava) je český herec.

## Život
Již od dětství se věnoval divadlu. Již v 60. letech, bez hereckého vzdělání, vystupoval v oblastních divadlech ve Varnsdorfu a Liberci. V letech 1965–1967 byl hercem Divadla Jiřího Wolkera. V tomto období též byl na hostování v Národním divadle. V letech 1967–1991 působil v Divadle E. F. Buriana.
Z filmových rolí má na svém kontě spíš epizodní role. Tak například objevil se ve filmech Neklidná hladina (1962), Dívka se třemi velbloudy (1965), Ta třetí (1968) či Skřivánci na niti (1969). Dále se objevil ve filmech jako Člověk není sám (1971), Dny zrady (1973) či O moravské zemi (1977). Z televizních pořadů například Hospoda (1995).
Již na počátku 80. let začínal s dabingem. Například v roce 1992 propůjčil hlas Admirálu Ackbarovi v původním českém dabingu Star Wars: Epizoda VI – Návrat Jediů a v roce 1994 v seriálu M*A*S*H ztvárnil plukovníka Henryho Blakea. V letech 1995–1997 v seriálu Ženatý se závazky daboval hlasy psů Buckyho a Luckyho. Také v seriálu Simpsonovi nadaboval postavu Barneyho či v seriálu Kutil Tim souseda Wilsona. Kromě samotného dabování též v letech 1994–2000 dabing režíroval.
Dále také propůjčil svůj hlas Vincenzovi, postavě ze hry Mafia.
Miroslav Saic je ženatý s herečkou Janou Walterovou, se kterou má syna Jakuba, který se též věnuje herectví.